# Estádio Tenente Luís Gonzaga
Estádio Tenente Luís Gonzaga – stadion piłkarski, w Parnamirim, Rio Grande do Norte, Brazylia, na którym swoje mecze rozgrywa klub Potiguar Esporte Clube.